# Wervik
Wervik (in francese Wervicq) è un comune belga di 18 435 abitanti, situato nella provincia fiamminga delle Fiandre Occidentali.
È separato dal comune francese di Wervicq-Sud dal fiume Lys.
La regione è nota per la coltivazione del tabacco. 

## Monumenti e luoghi d'interesse
- Museo del tabacco.
- Chiesa di san Medardus (Sint Medarduskerk)